# Прібиліна
Прібиліна (словац. Beňadiková) — село, громада в окрузі Ліптовски Мікулаш, Жилінський край, центральна Словаччина.
Станом на 31 грудня 2020 населення становить 1324 особи.

## Історія
У 1332 року згадується місцевий прихід св. Катерини. У 1360 року село згадується вдруге у листі короля Людовика Угорського.

## Географія
Знаходиться на південному схилі Західних Татр під горами Баранец (2184 м) та Бистра гора (2284 м). З села відкривається один з найкращих виглядів на Кривань (2494.7 м).
Через село протікають річки: Бистра, Рачкова, Тепліца, Каменістий поток, Ямницький потік і Млинський потік.

## Населення
| Рік:            | 1994. | 2004.   | 2014.   | 2024.   |
| --------------- | ----- | ------- | ------- | ------- |
| Кількість осіб: | 1336  | 1362    | 1329    | 1316    |
| Різниця:        |       | +1,94 % | -2,42 % | -0,97 % |

| Рік:            | 2023. | 2024.   |
| --------------- | ----- | ------- |
| Кількість осіб: | 1325  | 1316    |
| Різниця:        |       | -0,67 % |

## Па'мятки
- Євангелістський костел у неороманському стилі (1901-1902). Знаходиться на місці старої дерев'яної церкви (1812).

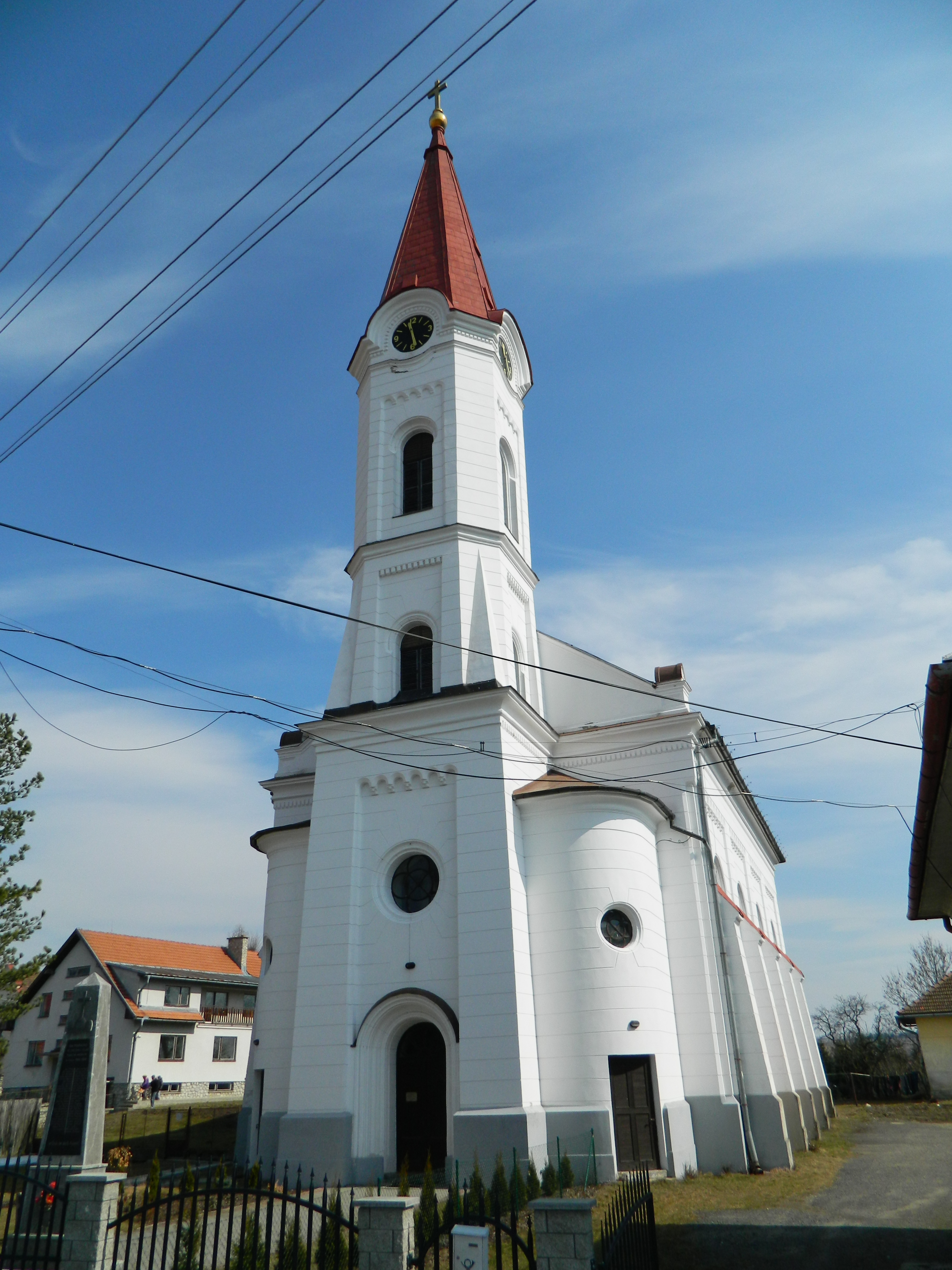
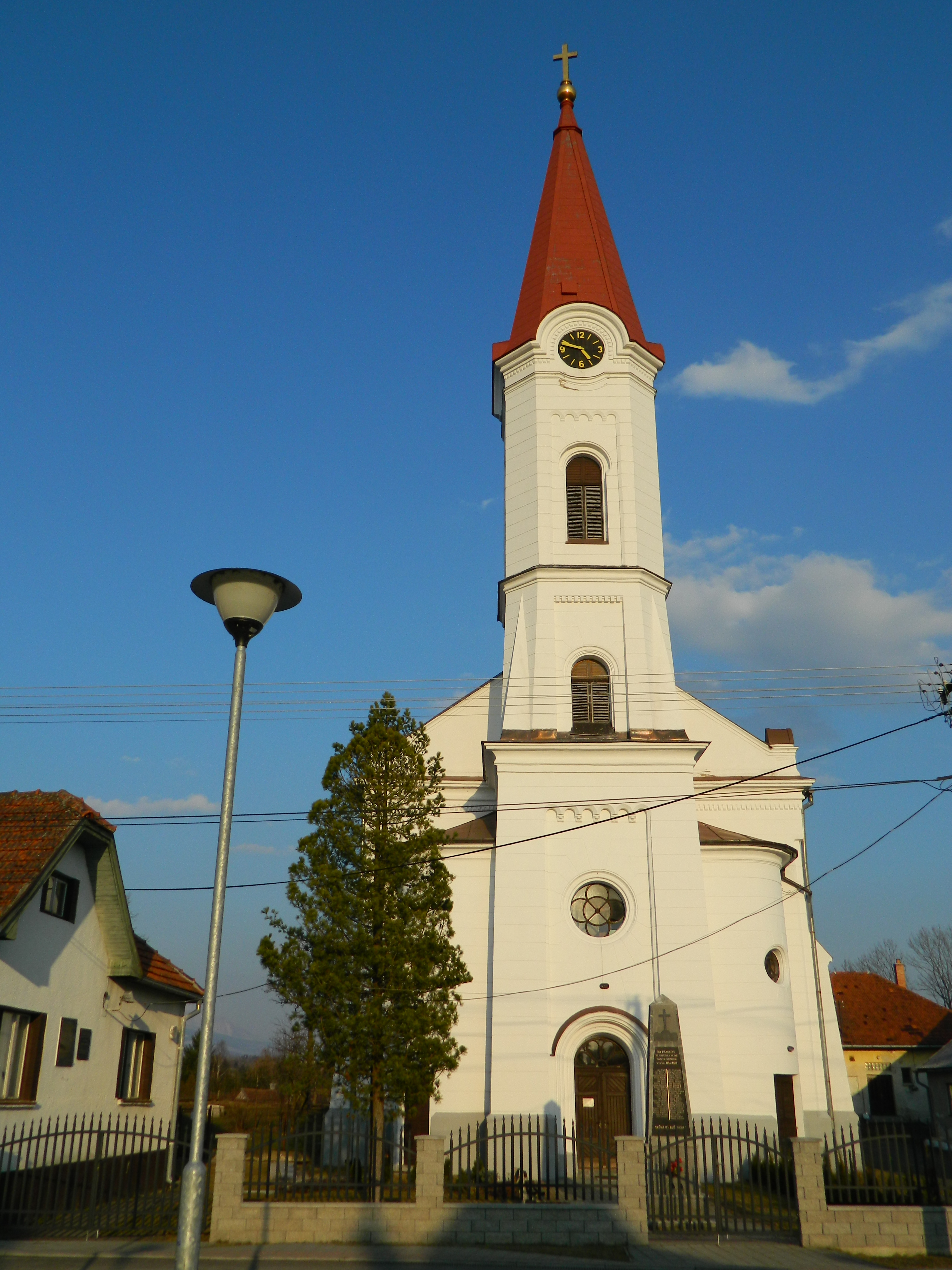
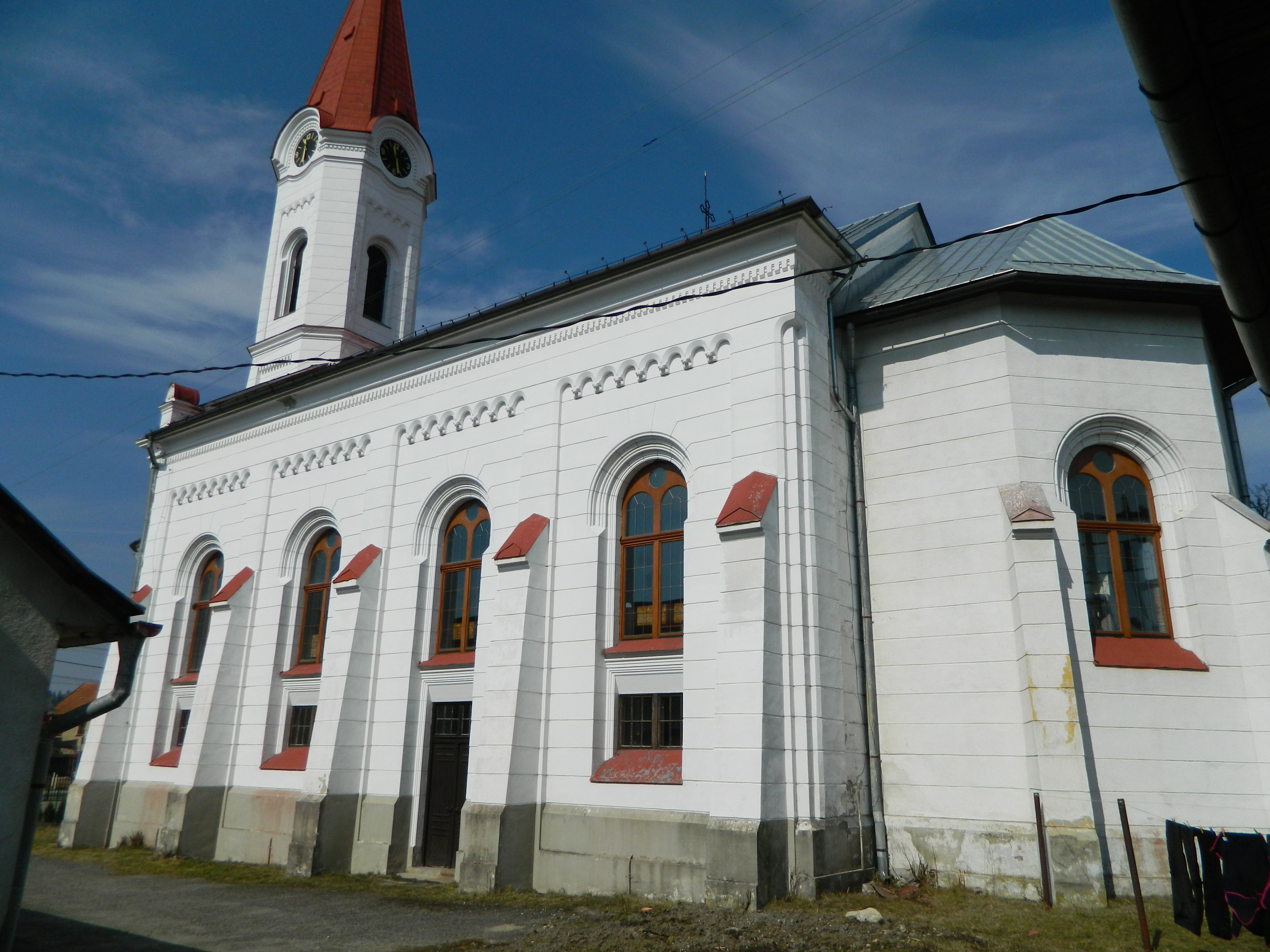

- Римо-католицький костел св. Катерини Александрійської (1910).
- Молитовна кімната баптистів (1914).

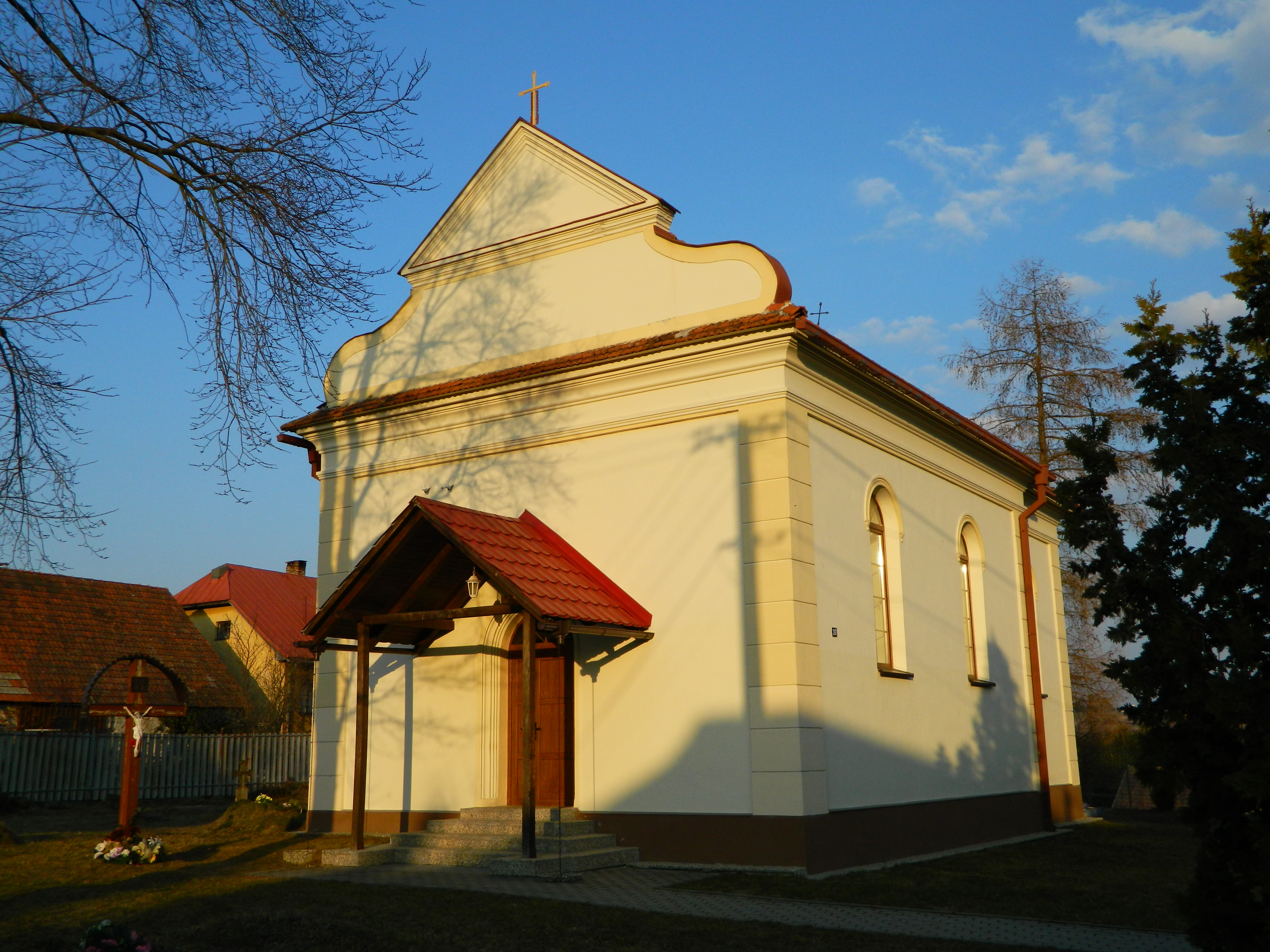
Римо-католицький костел св. Катерини Александрійської
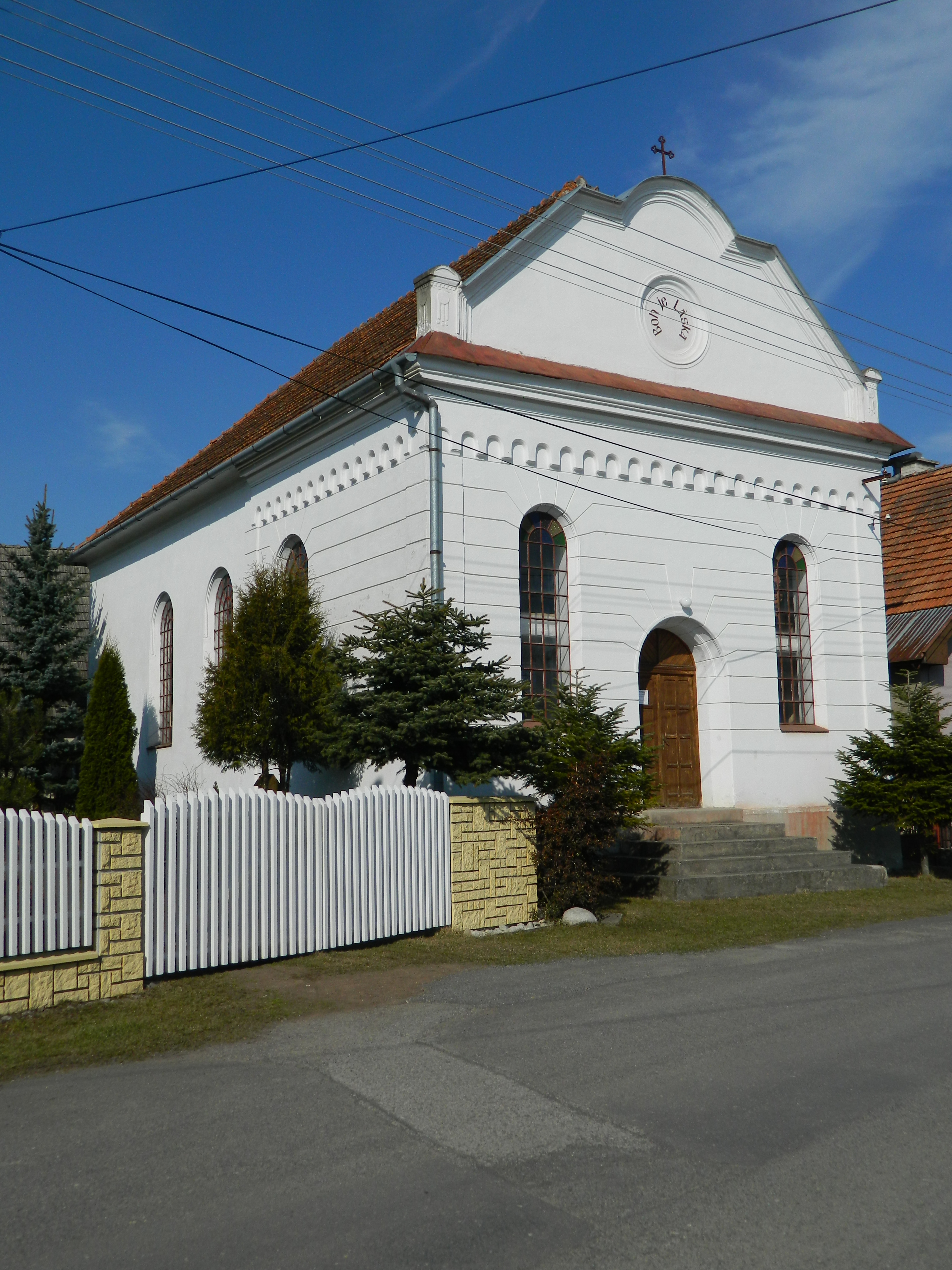
Молитовна кімната баптистів

### Музеї
- Етнографічний музей Ліптова, музей архітектури Ліптова, заснований у 1991 році.

## Відомі особисті
- Мартин Разус (1888 —1937), поет, прозаїк, есеїст, драматург, публіцист, політик, у 1913–1920 роках працював у селі священиком.

## Галерея

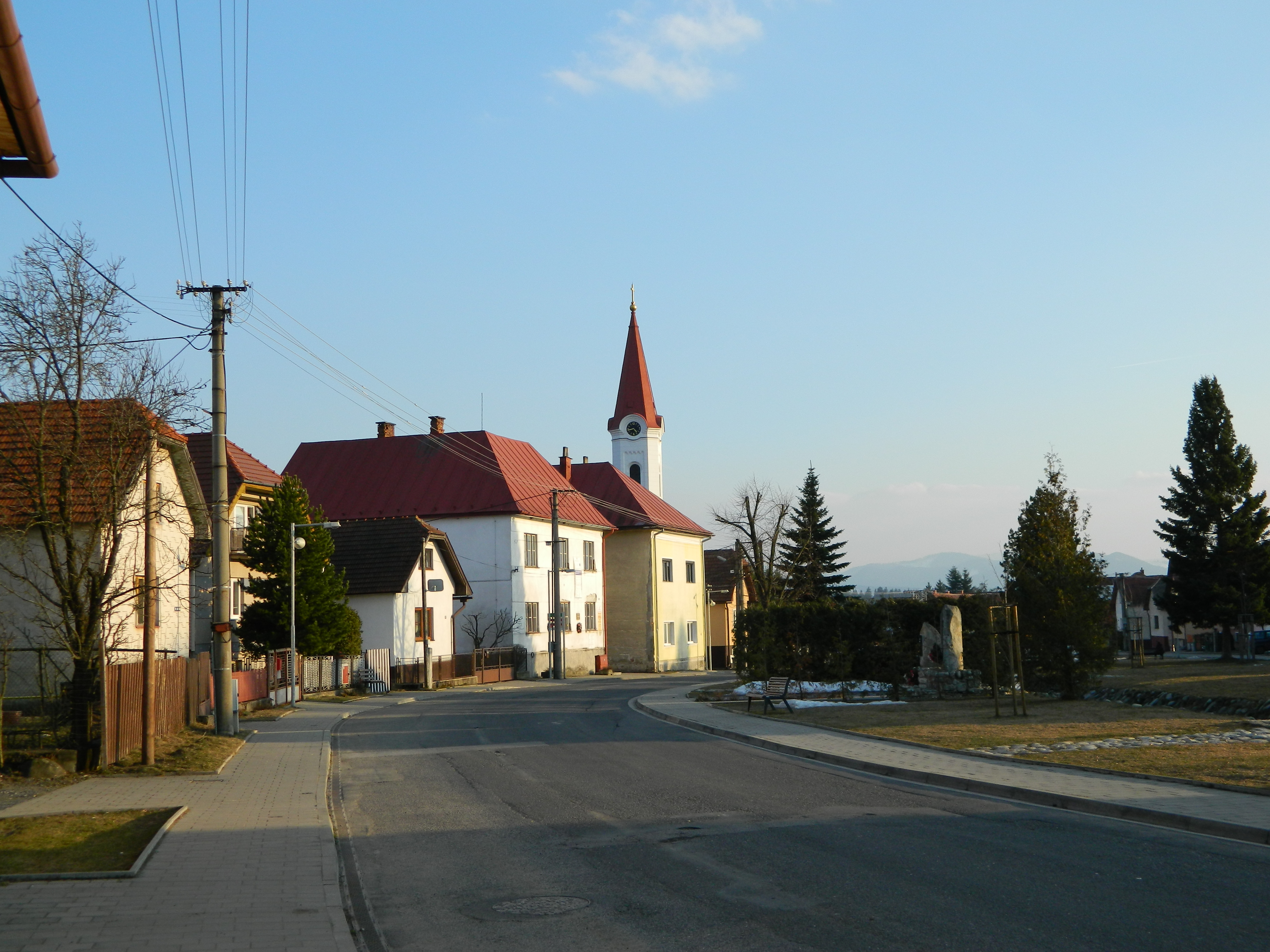
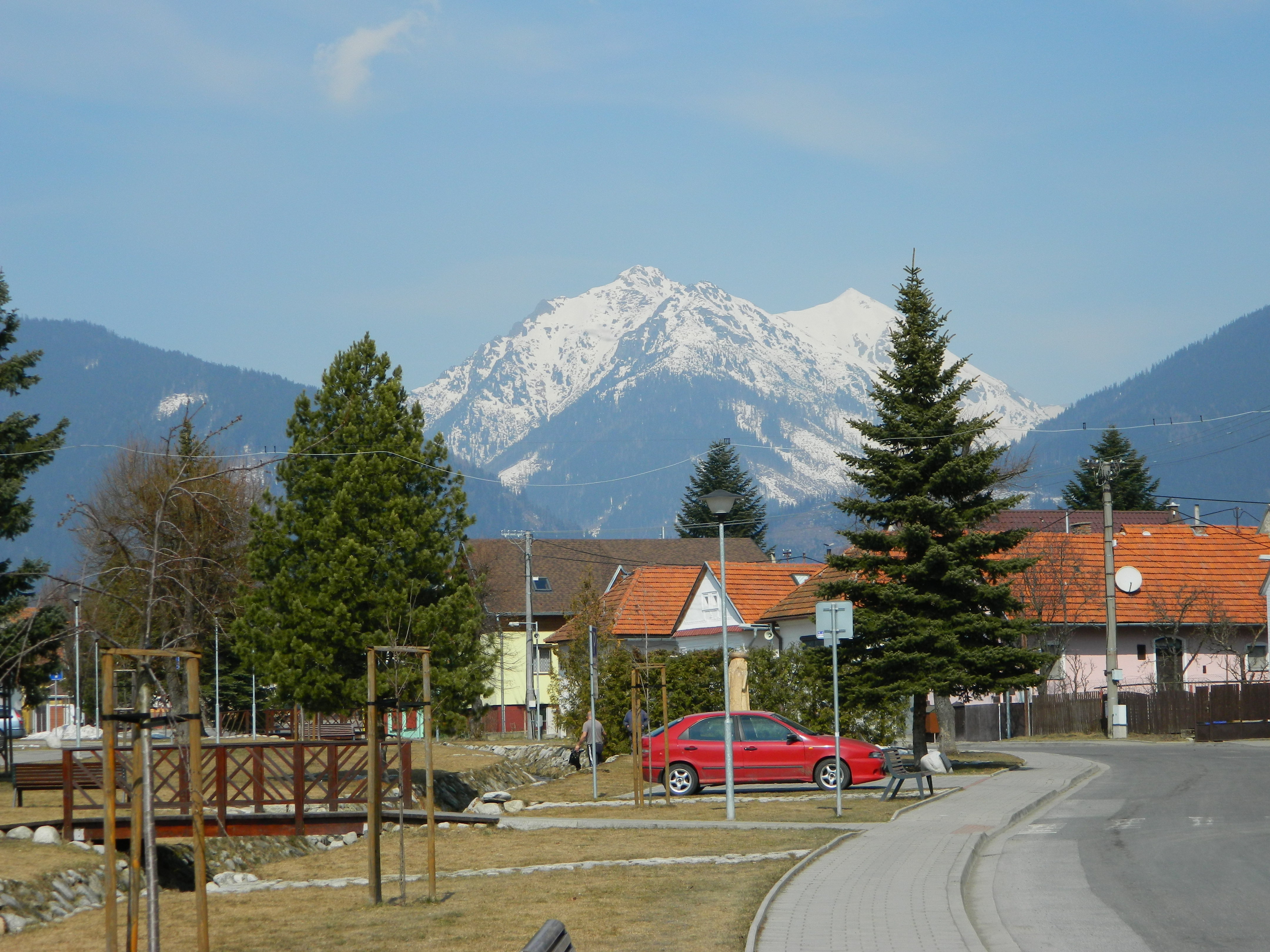
Вид на Осередок з площі
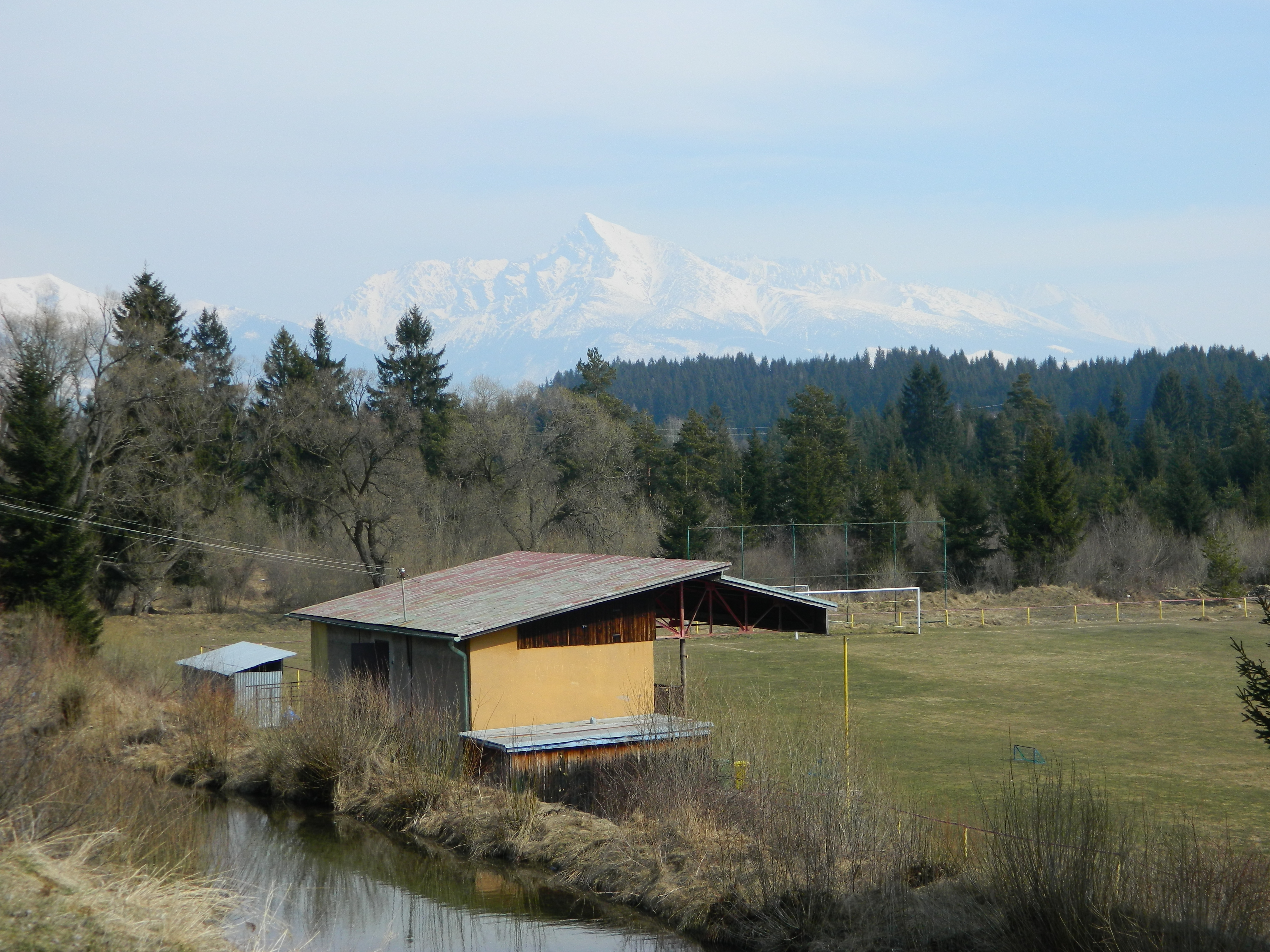
Футбольне поле
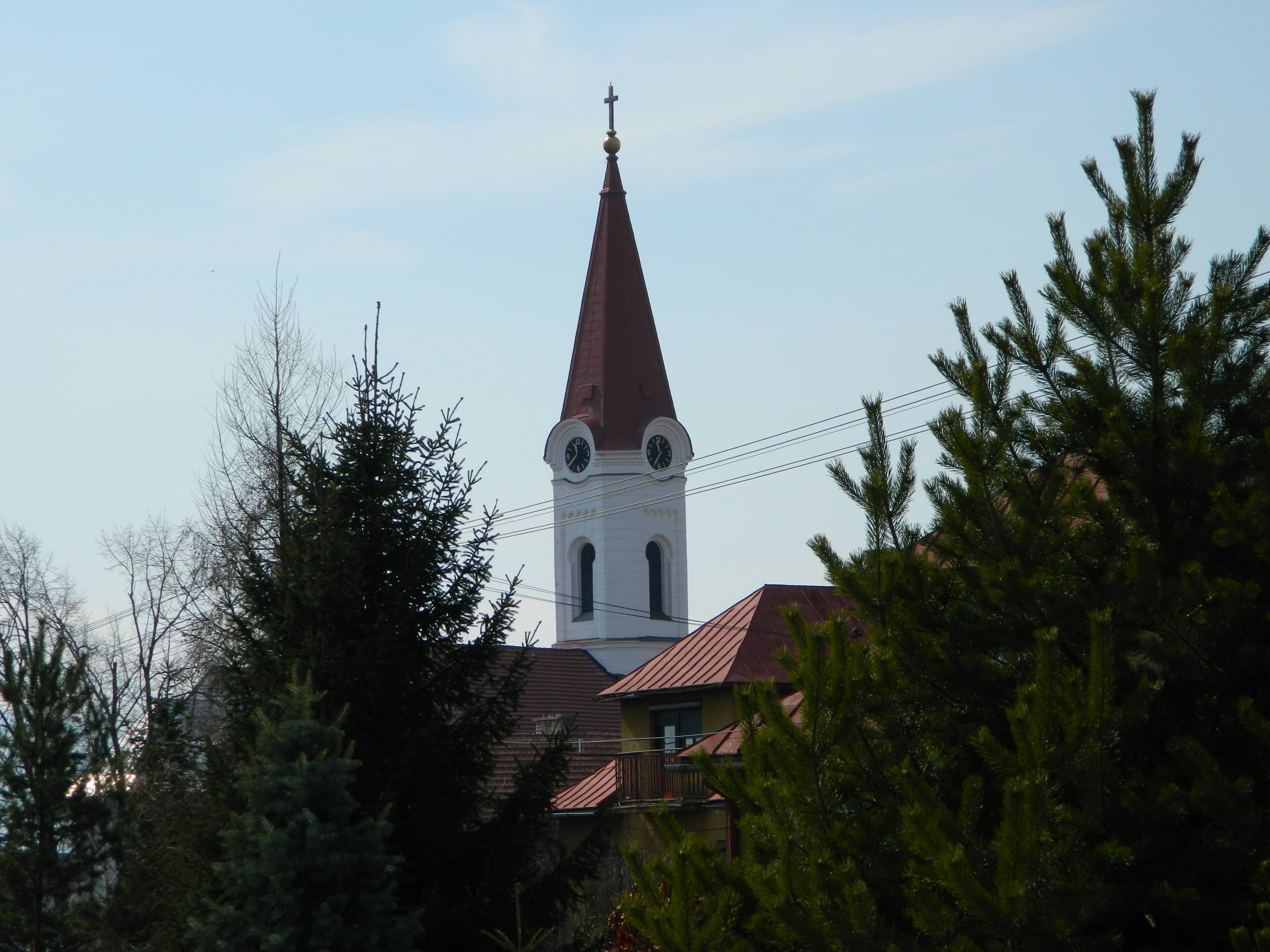
Вид на євангелістський костьол
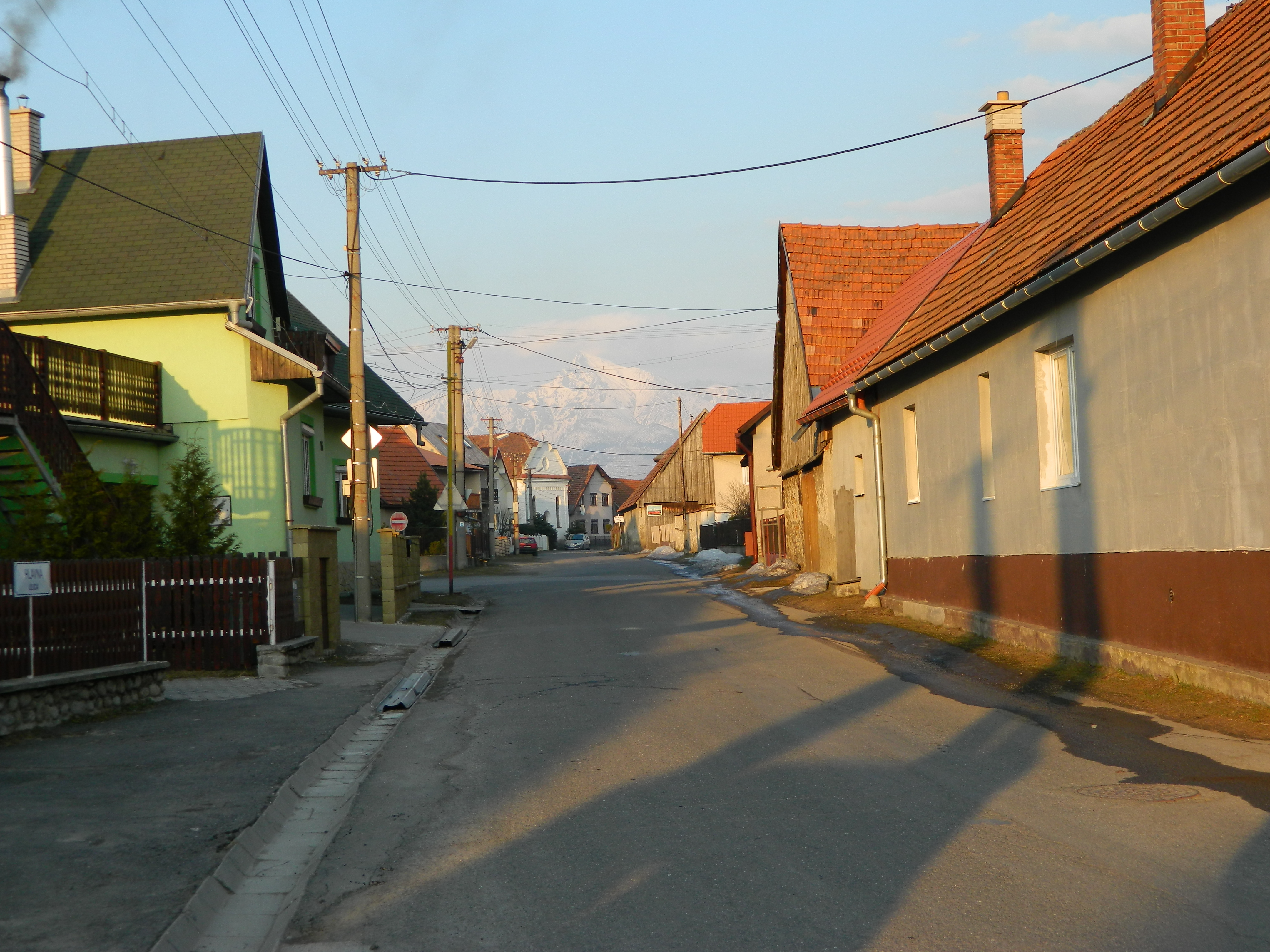
Головна вулиця з видом на Кривань
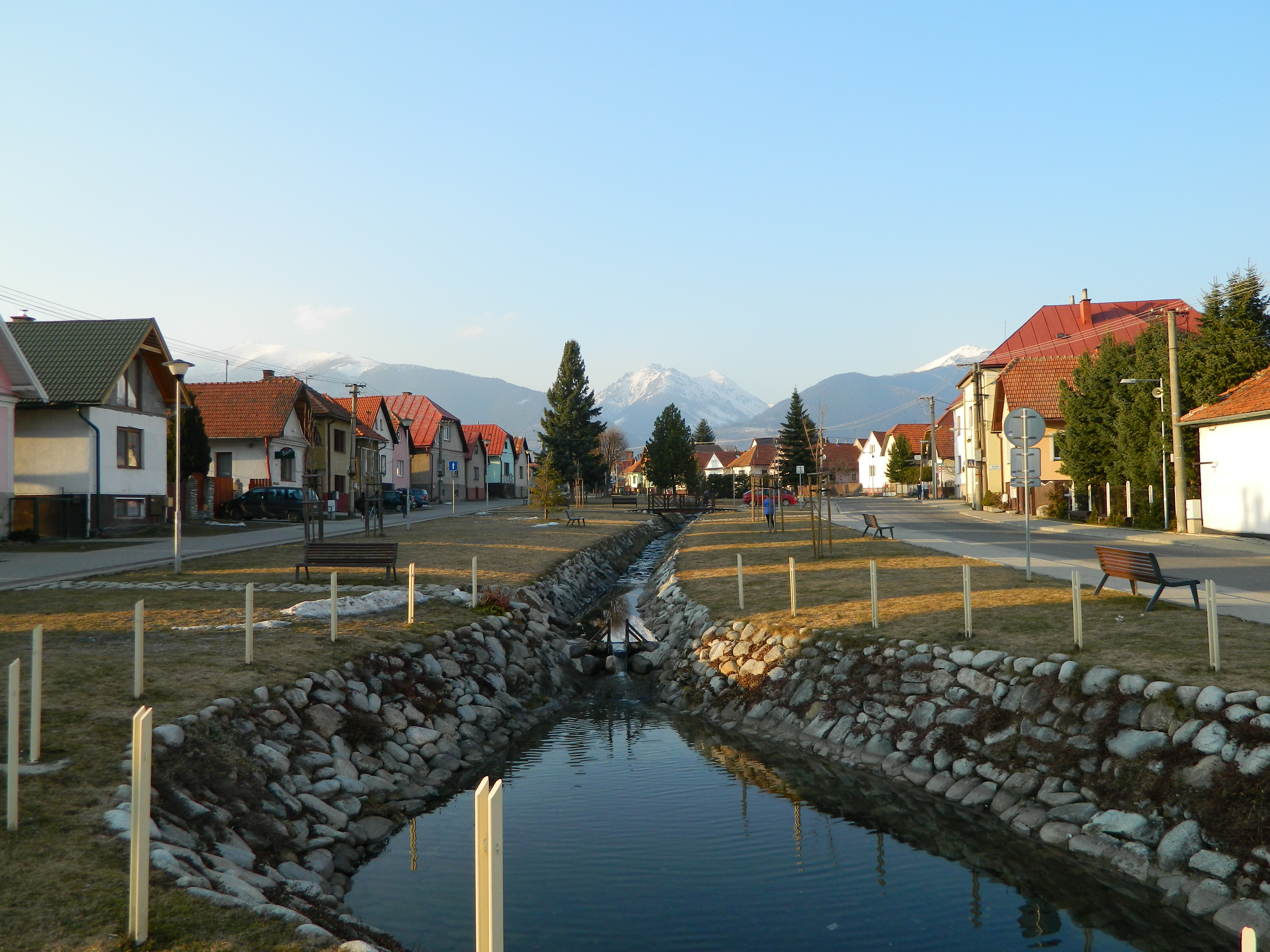
Площа з видом на Татри